# Ярмарок (фільм)
«Ярмарок» (нім. Kirmes) — західнонімецький драматичний фільм 1960 року режисера Вольфганга Штаудте. Фільм брав участь у 10-му Берлінському міжнародному кінофестивалі, де Жульєт Майнієль отримала Срібного ведмедя за найкращу жіночу роль.

## У ролях
- Жульєт Майнієль — Аннет
- Гьотц Джордж — Роберт Мертенс
- Ганс Манке — Пауль Мертенс
- Вольфганг Райхманн у ролі Георга Хехерта
- Маня Беренс — Марта Мертенс
- Фріц Шмідель — священик
- Еріка Шрамм у ролі Єви Шуман
- Елізабет Гебель — Віртін Бальтхаузен
- Бенно Гоффманн — Вірт Бальтхаузен
- Ірмгард Клебер — Ельза Мертенс
- Хансі Йохманн — Еріка
- Сольвейг Льовель — Гертруда